# Кућа Боре Димитријевића Пиксле
Кућа Боре Димитријевића-Пиксле се налази у Лесковцу, изграђена је 1850. године, под заштитом је државе и представља непокретно културно добро као споменик културе.
Стална музејска постава „Градска кућа” отворена је 9. маја 2002. године. Поставку је отворио академик Петар Влаховић и она представља реконструкцију ентеријера куће с краја XIX и почетка XX века у Лесковцу.

## Породица Димитријевић
Кућа Боре Димитријевића Пиксле, данас позната и као Градска кућа, саграђена је за породицу Димитријевић, Атанасија, председника Првостепеног суда у Лесковцу и његову супругу Дару, учитељицу. Кућа је изразит пример куће балканског стила. Њихов син, Бора Димитријевић Пиксла, рођен је 1915. године у Лесковцу, где је завршио основну школу и гимназију након чега је отишао на студије агрономије у Београд. По повратку из Београда, 1934. године, оформио је прво аматерско позориште. Био је глумац аматер, редитељ а касније и управник позоришта. 1941. године међу првима је отишао у Партизане, у Кукавички-лесковачки партизански одред. Гестапо га је стрељао 27. јуна 1942. године на нишкој тврђави. 

## Историјат куће
Кућа постоји више од 150 година.
После Другог светског рата откупљена је са циљем да буде адаптирана у зграду музеја. Народни музеј Лесковац користио је ову зграду до пресељења у нову, 1974. године. До 1978. године била је празна и препуштена зубу времена. Те године покренута је иницијатива од стране Народног музеја да се кућа рестаурира и ураде грађевински радови.
1995. урађен је идејни пројекат за сталну музејску поставку. Синопсис сталне поставке урадила је Слађана Рајковић а архитектонски део радио је професор архитекта Александар М. Радојевић и Јована Радојевић. Од 1995. године убрзано се радило на како на рестаурацији тако и на конзервацији експоната.
- Кућа Боре Димитријевића Пиксле.
- Кућа Боре Димитријевића Пиксле.
- Кућа Боре Димитријевића Пиксле.
- Кућа Боре Димитријевића Пиксле
- Двориште куће.
- Двориште куће.
- Улазна врата.
- Макета куће из периода друге половине XIX века.

## Архитектура и поставка
Кућа представља типичну кућу старог Лесковца каквих има веома мало очуваних. Грађена је у бондручном конструктивном систему. Подигнута је као једноспратна зграда у балканском стилу са фасадом са два еркера на конзолама према улици и са затвореном диванханом према дворишту испод које се налази улаз. Поред предсобља, у приземном делу куће постоје две собе и подрум. Из дворишта се у предворје улази кроз двокрилна, богато профилисана врата. Предворје заузима читав средишњи простор и комуницира са ове две собе. У једној од соба уређен је изглед кухиње из XIX века. Из ове собе улази се у малу просторију, тзв. „Ћилер”, која је некада служила као остава. Друга соба посвећена је др Жаку Конфину, лесковчанину јеврејског порекла, који је неко време живео и радио у Лесковцу као лекар и писац. У овој соби изложени су његов писаћи сто, столица, писаћа машина. На зидовима собе су његове и породичне фотографије. На постаментима, са стакленим витринама, изложени су остали лични предмети Жака Конфина, а на полици његова објављена дела. Заоставштина др Жака Конфина налази се у Народном музеју у Лесковцу од 1981. године када је уступљена етнолошком одељењу музеја. Заоставштину музеју уступили су Савез јеврејских општина Југославије и Јеврејски историјски музеј из Београда. Лево од предворја су врата која воде у подрум. 
На фасадним платнима приземља распоређено је девет прозора.
Дрвеним степеништем излази се у хол на спрату чији су под и плафон урађени од храстових дасака. Спрат има три веће и једну мању собу: кандил-собу, салон, радну и девојачку собу. У холу је изложена зидна витрина са женском градском ношњом из XIX и првих деценија XX века (либаде, марама за либаде, сукња и фес са барешом за главу) а поред ње је велика урамљена фотографија жене у српској грађанској ношњи. Хол је повезан са диванханом и нишом поред диванхане. Дивахана је за неколико степеница виша од пода ходника, окренута је на југ и гледа на двориште. Под и плафон диванхане урађени су од храстових дасака. Урађена је на аутентичан начин, опремљена миндерлуцима и јастуцима. Под је застрт пиротским ћилимом са везеним јастуцима на њему. На једном углу миндерлука је ђерђеф за вез. На рафовима је различито метално покућство: ћугум, ибрик, џезве, кутије за кафу, сахани са поклопцем. На поду су манган и синија од бакра, шољице за кафу и посуде за шећер.
Гостинска или кандил соба налази се са леве стране, окренута према истоку. На зиду ове собе смештена је икона Св. Николе са кандилом а у самој нишици смештени су сви култни предмети који су потребни за разне светковине: кадионица, свећњак и друге ситнице.
У једној од већих соба такозваној визитној соби, простору који је служио за изузетне прилике, изложен је салон.
У делу собе према дворишту тј. на западу, изложен је писаћи сто у дуборезу, орман за књиге у дуборезу, тросед,две фотеље и тапацирана столица, све у стилу необарока.
Соба увучена унутра је девојачка соба, где је смештен један кревет са пратећим елементима, хекланим прекривачем, јастуком. Ту су и орман, огледало, комода за рубље, два сандук ковчега за спрему, шиваћа машина итд. Читава девојачка соба је у белој боји. 
На фасадним платнима спрата распоређено је укупно 27 прозора. 
Над спратном конструкцијом постављен је четворосливни кров са широким стрехом, на чијој јужној страни, ка дворишту, избија кровни изданак који покрива екер диванхане. Четворосливни кров, са кровићем изнад диванхане и широка настрешница, карактеристични су за ову врсту грађевина. Покривен је црепом а некад је била ћерамида са димњацима и баџом који говоре о постојању отвореног огњишта. Ти видљиви елементи и детаљи, обрада фасадних површина, кровна конструкција, као и ентеријер у целини реконструисани су у потпуности. 
Зграда је током година претрпела знатне измене и поправке. Новијег датума су димњаци, конзоле на којима се држе еркери и спољна прозорска крила, врата у унутрашњости, подови у свакој соби. Нови димњаци грађени су према онима који су се још могли наћи на старим, очуваним зградама из истога доба у самом граду. У појединим собама сачувала су се првобитна врата, таванице од дрвета и долапи узидани су у зидове а ту се налази и једно мање одељење из кога се помоћу лествица иде на таван.
У збиркама музеја нема експоната који су припадали власницима. У садашњем изгледу куће није аутентична ограда. Првобитно је постојала ограда од дрвених тараба, да би данас била озидана висока ограда. У самом дворишту налази се чесма за воду а део испред ње је поплочан „кулир” плочама између којих су травнате стазе.
- Једна од соба у кући.
- Поставка куће.
- Поставка куће.
- Хол у приземљу.
- Поставка куће.
- Поставка куће.
- Хол у приземљу и степениште које води на спрат.
- Хол на спрату.
- Хол на спрату.
- Поставка куће.
- Поставка куће.
- Поставка куће.
- Поставка у диванхани.
- Поставка у диванхани.
- Поставка куће.
- Поставка куће.
- Поставка куће.
- Поставка куће.
- Поставка куће.
- Поставка куће.
- Поставка куће.
- Део намештаја у девојачкој соби.
- Део намештаја у девојачкој соби.
- Салон у кући.
- Предмети у диванхани.
- Девојачка соба.
- Диванхана.
- Кандил соба.
- Кухиња.
- Радна соба.
- Предмет из етнолошке поставке.
- Предмет из етнолошке поставке.
- Улаз у собе
- Улаз у собе